# دهستان چشمه‌ساران
چشمه‌ساران، دهستانی است از توابع بخش چشمه‌ساران شهرستان آزادشهر در استان گلستان ایران.

## جمعیت
براساس سرشماری سال ۱۳۸۵جمعیت آن  ۱۰۵۵۰نفر (۲۵۵۷خانوار) بوده است. 